# Кемаледдин
Мимар Ахмет Кемаледдин-бей (тур. Mimar Ahmet Kemaleddin Bey, 1870—1927) — турецкий архитектор периода поздней Османской империи и первых лет Турецкой республики, считается одним из создателей первого национального стиля в архитектуре Турции.

## Биография
Родился в Константинополе в семье морского офицера. После окончания средней школы поступил в Высшее техническое училище (Mühendishane-i Berri Humayün) и после окончания его в 1891 году стал помощником немецкого архитектора профессора Августа Яхмунда. Четыре года спустя Мимар Кемаледдин открыл своё собственное архитектурное бюро. В январе 1895 года по распоряжению султана Абдул-Хамида II был направлен на 2-летнюю стажировку в Технический Университет Берлина. После окончания стажировки Мимар остался ещё на два года в Берлине, где работал в различных архитектурных фирмах. Был также учеником австрийского инженера Филиппа Форхаймера. За время своей деятельности спроектировал несколько десятков зданий в различных городах Турции. Скончался Мимар Кемаледдин в июле 1927 года от кровоизлияния в мозг, могила его находится на кладбище мечети Баезид в Стамбуле.

## Сооружения, спроектированные Мимаром Кемаледдином[1]
| №  | Название                             | Русское название                      | Вид сооружения          | Дата постройки | Город   | Страна   |
| -- | ------------------------------------ | ------------------------------------- | ----------------------- | -------------- | ------- | -------- |
| 1  | Ahmed Cevad Paşa Türbesi             | Мавзолей Ахмед Джевад-паши            | Мемориальное здание     | 1901           | Стамбул | Турция   |
| 2  | Filibe Gar Binası                    | Железнодорожный вокзал                | Вокзал                  | 1908           | Пловдив | Болгария |
| 3  | Kamer Hatun Camii                    | Мечеть Камер-хатун                    | Культовое здание        | 1911           | Стамбул | Турция   |
| 4  | İkinci Vakıf Hanı                    | Управление строительной ассоциации    | Административное здание | 1911           | Стамбул | Турция   |
| 5  | Üçüncü Vakıf Hanı                    | Офисное здание                        | Административное здание | 1911           | Стамбул | Турция   |
| 6  | Beşinci Vakıf Hanı                   | Офисное здание                        | Административное здание | 1911           | Стамбул | Турция   |
| 7  | Bebek Camii                          | Мечеть Бебек                          | Культовое здание        | 1913           | Стамбул | Турция   |
| 8  | İstanbul Üniversitesi Kütüphanesi    | Библиотека Стамбульского университета | Библиотека              | 1913           | Стамбул | Турция   |
| 9  | Edirne Gar Binası                    | Железнодорожный вокзал                | Вокзал                  | 1914           | Эдирне  | Турция   |
| 10 | Birinci Vakıf Hanı                   |                                       |                         | 1918           | Стамбул | Турция   |
| 11 | Harikzedegân                         |                                       | Резиденция              | 1922           | Стамбул | Турция   |
| 12 | Dördüncü Vakıf Hanı                  |                                       |                         | 1926           | Стамбул | Турция   |
| 13 | Mimar Kemalettin Okulu               | Школа имени архитектора Кемаледдина   | Школа                   | после 1925     | Анкара  | Турция   |
| 14 | Ankara Palas                         | Анкарский палас                       | Отель                   | 1927           | Анкара  | Турция   |
| 15 | Ankara İkinci Vakıf Hanı             |                                       |                         | 1927           | Анкара  | Турция   |
| 16 | Devlet Demir Yolları Genel Müdürlüğü | Генеральная дирекция железных дорог   | Административное здание | 1928           | Стамбул | Турция   |
| 17 | Ankara Gazi İlk Muallim Mektebi      |                                       | Школа                   | 1930           | Стамбул | Турция   |

## Увековечение памяти
В 2009 году Национальный банк Турции выпустил в обращение банкноту достоинством 20 лир, на реверсе которой помещён портрет Мимара Кемаледдина и спроектированное им здание ректората Университета Гази.